# (3370) Kohsai
(3370) Kohsai est un astéroïde de la ceinture principale découvert le 4 février 1934 par l'astronome allemand Karl Wilhelm Reinmuth. Le lieu de découverte est Heidelberg (024). Sa désignation provisoire était 1934 CU
L'astéroïde est nommé en honneur de l'astronome japonais Hiroki Kosai.